# Lying from You
Lying from You è un singolo promozionale del gruppo musicale statunitense Linkin Park, estratto dal secondo album in studio Meteora e pubblicato nel 2004.

## Descrizione
Sebbene sia stato pubblicato esclusivamente come singolo promozionale, Lying from You ha riscontrato un buon successo nelle classifiche statunitensi, conquistando la prima posizione nella Alternative Airplay e divenendo il quarto brano consecutivo estratto da Meteora ad ottenere tale posizione (From the Inside era stato pubblicato esclusivamente in Europa).
Nel 2004 il gruppo ha registrato un mash-up di Lying from You con Dirt off Your Shoulder di Jay-Z per l'EP Collision Course. Il brano, intitolato Dirt Off Your Shoulder/Lying from You, è stato pubblicato come singolo di lancio dell'EP.
Nel 2023 una versione demo del brano, intitolata Cuidado e interamente strumentale, è stata inclusa nell'edizione box set di Meteora pubblicata per celebrare i vent'anni dalla sua uscita.

## Video musicale
Il video, diretto da Kimo Proudfoot e diffuso unicamente in Canada, utilizza le riprese dell'album dal vivo Live in Texas mentre il gruppo esegue il brano.

## Tracce
1. Lying from You (Album Version) – 2:55

## Formazione
Hanno partecipato alle registrazioni, secondo le note di copertina di Meteora:
Gruppo
- Chester Bennington – voce
- Rob Bourdon – batteria, cori
- Brad Delson – chitarra, cori
- Phoenix – basso, cori
- Joseph Hahn – giradischi, campionatore, cori
- Mike Shinoda – rapping, voce, campionatore

Produzione
- Don Gilmore – produzione
- Linkin Park – produzione
- John Ewing Jr. – ingegneria del suono
- Fox Phelps – assistenza tecnica
- Andy Wallace – missaggio
- Brian "Big Bass" Gardner – mastering, montaggio digitale

## Classifiche
| Classifica (2004-17)          | Posizione massima |
| ----------------------------- | ----------------- |
| Regno Unito (rock & metal)    | 18                |
| Stati Uniti                   | 58                |
| Stati Uniti (alternative)     | 1                 |
| Stati Uniti (mainstream rock) | 2                 |